# Listy z Iwo Jimy
Listy z Iwo Jimy (jap. 硫黄島からの手紙 Iō-jima kara no tegami; ang. Letters from Iwo Jima) – amerykańsko–japoński dramat wojenny) z 2006 roku w reżyserii Clinta Eastwooda. Zdjęcia kręcono w Kalifornii, na Islandii oraz na japońskiej wyspie Iwo Jima.

## Fabuła
Film opowiada o żołnierzach japońskich straceńczo broniących wyspy Iwo Jima przed amerykańską ofensywą w 1945 roku – śledząc prawdziwe losy zarówno kilku spośród dowódców, jak i grupy zwykłych szeregowych. Scenariusz częściowo został oparty na tytułowych listach gen. Tadamichi Kuribayashiego, komendanta obrony, do jego rodziny.

## Obsada
- Ken Watanabe – generał Kuribayashi
- Kazunari Ninomiya – Saigo
- Tsuyoshi Ihara – baron Nishi
- Ryô Kase – Shimizu
- Shidô Nakamura – porucznik Ito
- Hiroshi Watanabe – porucznik Fujita
- Lucas Elliot Eberl – Sam

i inni. 